# Will Stevens
William Jonathan Richard „Will“ Stevens (* 28. Juni 1991 in Rochford, Essex) ist ein britischer Automobilrennfahrer. Er trat von 2012 bis 2014 in der Formel Renault 3.5 an. Er nahm 2014 zudem an einem Formel-1-Rennen teil. 2015 trat er für Manor Marussia in der Formel 1 an.

## Karriere
Stevens begann seine Motorsportkarriere im Kartsport, in dem er bis 2008 aktiv war. Er wurde unter anderem 2005 britischer Junioren-ICA-Meister sowie 2007 KF2-CIK-FIA-Europameister und KF2-Asien-Pazifik-Meister. Am Ende seiner Kartzeit wurde Stevens vom Formel-1-Team Honda unterstützt. Allerdings zog sich Honda zu 2009 zwischenzeitlich aus der Formel 1 zurück, sodass Stevens Förderung endete.
Ende 2008 wechselte Stevens in den Formelsport und wurde jeweils Achter in der Winterserie der britischen und portugiesischen Formel Renault. Anschließend nahm er im Winter 2008/2009 in Neuseeland an der Toyota Racing Series teil. Er bestritt eine halbe Saison und stand bei neun Rennen fünfmal auf dem Podium. 2009 wechselte Stevens zu Fortec Motorsport und startete in der britischen Formel Renault. Während seine Teamkollegen James Calado und Oliver Webb mit Siegen die Plätze zwei und drei belegten, schloss Stevens die Saison auf dem siebten Platz in der Fahrerwertung ab. Ein dritter Platz war sein bestes Ergebnis. Darüber hinaus nahm er für Fortec Motorsport an vier Rennen des Formel Renault 2.0 Eurocups teil. Er blieb punktelos und wurde 34. im Gesamtklassement.
2010 wechselte Stevens zu Manor Competition und blieb in der britischen Formel Renault. Er gewann zwei Rennen und beendete die Saison auf dem vierten Platz der Fahrerwertung. Teamintern unterlag er Lewis Williamson, der Vizemeister wurde. Darüber hinaus nahm er als Gaststarter an einer Veranstaltung des Formel Renault 2.0 Eurocups teil. Dabei beendete er ein Rennen als Zweiter. Außerdem ging er für MP Motorsport an einem Rennwochenende der nordeuropäischen Formel Renault an den Start. Dort gewann er ein Rennen. 2011 kehrte Stevens zu Fortec Motorsport zurück und bildete mit Felix Serralles das Fahrerduo im Formel Renault 2.0 Eurocup. Bereits in seinem zweiten Rennen erzielte er seinen ersten Sieg in dieser Rennserie. Insgesamt stand Stevens in dieser Saison viermal auf dem Podest und startete dreimal von der Pole-Position. Intern setzte er sich mit 116 zu 41 Punkten gegen Serralles durch. Darüber hinaus nahm Stevens an vier Rennen der britischen Formel Renault teil. Dabei wurde er zweimal Zweiter.

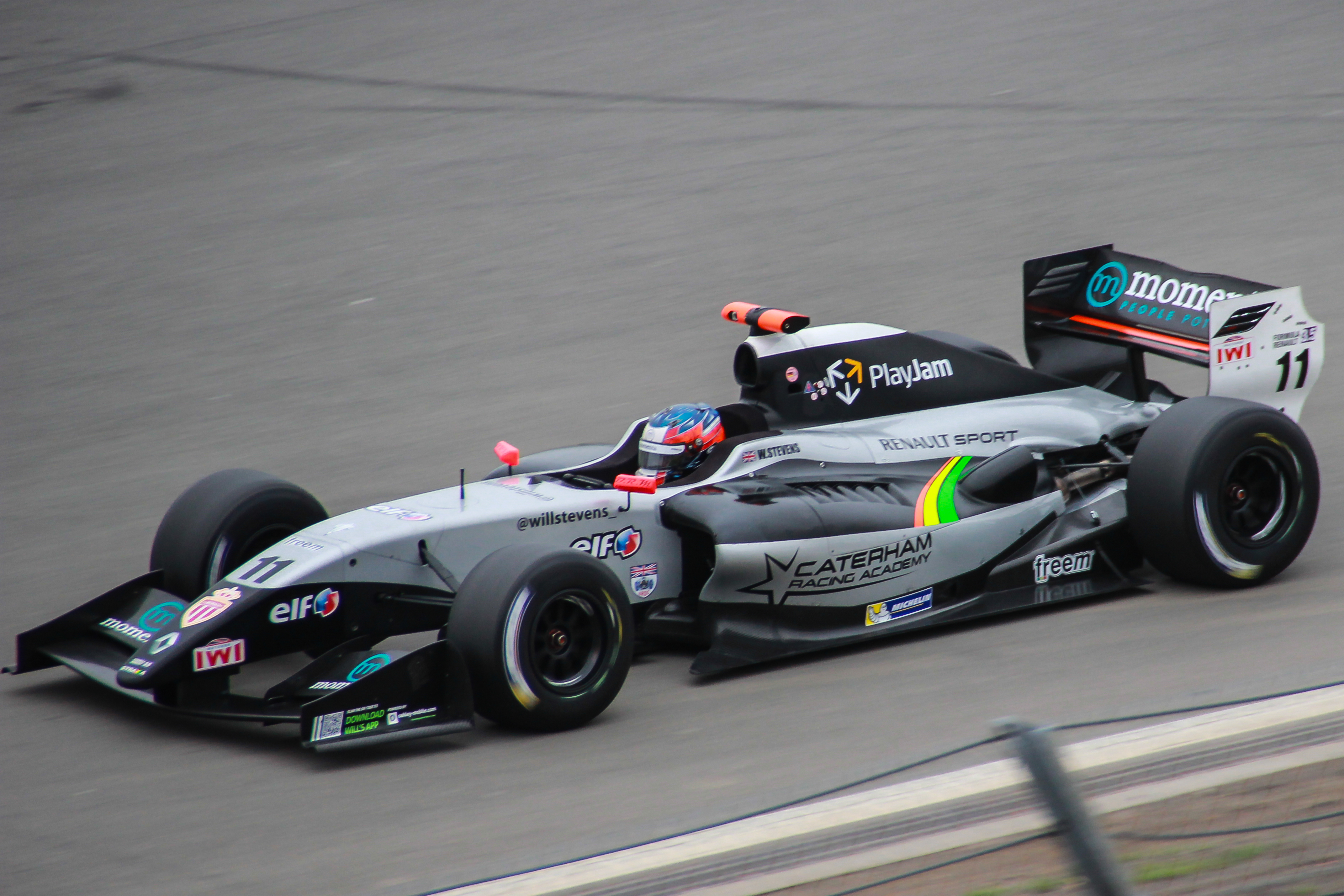
Will Stevens beim ersten Rennen der Formel Renault 3.5 auf dem Nürburgring 2014

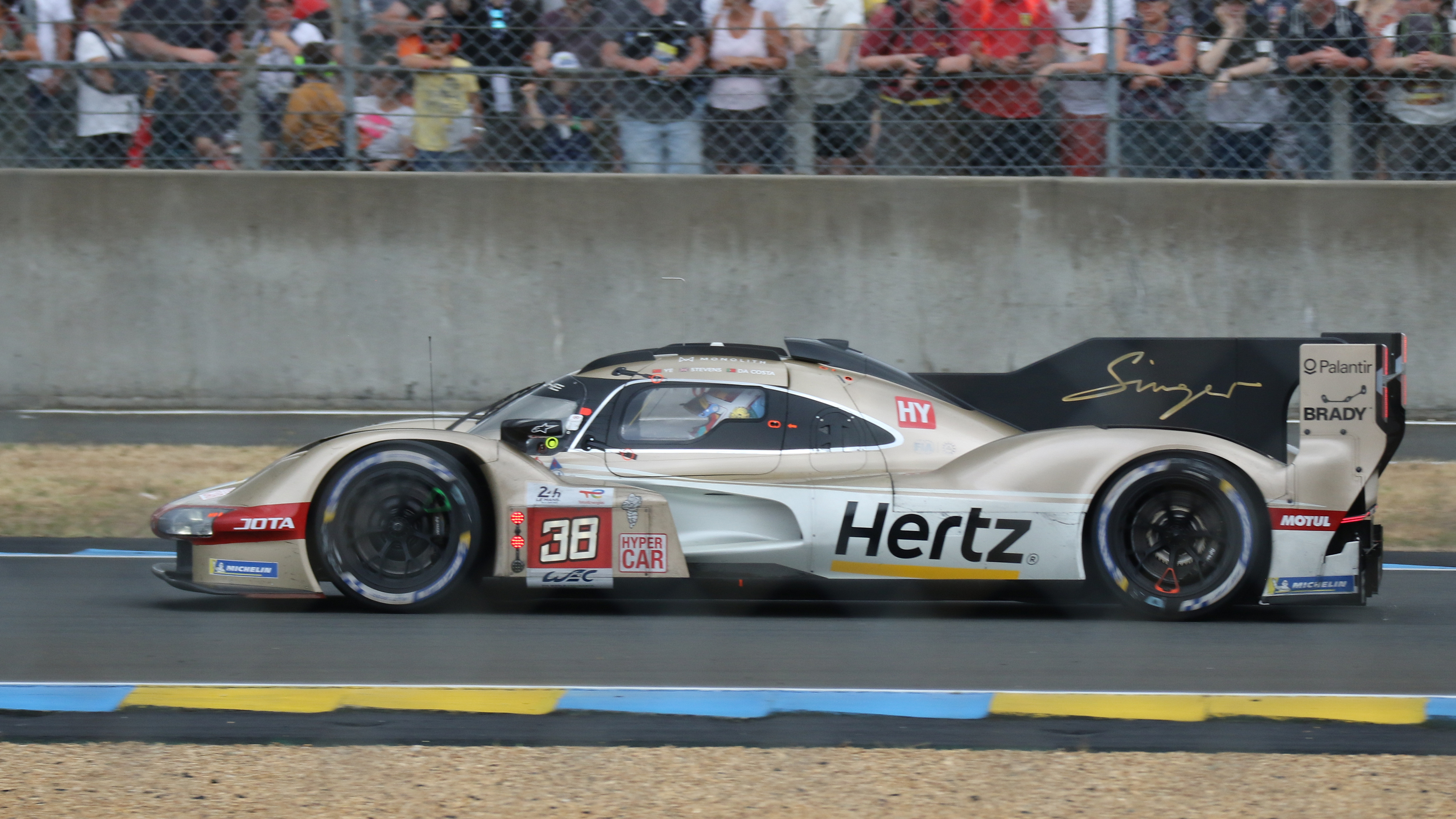
Der von Will Stevens beim 24-Stunden-Rennen von Le Mans 2023 gefahrene Porsche 963

Nachdem Stevens Ende 2011 bei Testfahrten der Formel Renault 3.5 mit einer Bestzeit am letzten Testtag für Aufsehen gesorgt hatte, wurde er von Carlin, dem 2011er Meisterteam, für die Formel-Renault-3.5-Saison 2012 unter Vertrag genommen. Sein Teamkollege war Kevin Magnussen. Während Magnussen mit einem Sieg Siebter wurde, erreichte Stevens mit einem dritten Platz als bestem Resultat den zwölften Platz im Gesamtklassement. 2013 wechselte Stevens innerhalb der Formel Renault 3.5 zu P1 Motorsport, das nach dem ersten Rennwochenende von Strakka Racing übernommen wurde. Stevens erreichte dreimal auf dem zweiten Platz das Ziel und stand fünfmal auf dem Podium. In der Fahrerwertung verbesserte er sich auf den vierten Rang. Mit 148 zu 9 Punkten entschied er das teaminterne Duell gegen Matias Laine deutlich für sich. Darüber hinaus absolvierte Stevens Formel-1-Testfahrten für Caterham.
2014 blieb Stevens bei Strakka Racing in der Formel Renault 3.5. Er erzielte beim Saisonauftakt in Monza und beim Saisonfinale in Jerez je einen Sieg und wurde Sechster in der Fahrerwertung. Mit 122 zu 39 Punkten setzte er sich intern erneut gegen Laine durch. Außerdem war Stevens 2014 in der Formel 1 aktiv. Zunächst war er Testfahrer bei Caterham und gehörte auch deren Förderkader an. Nach einem Besitzerwechsel bei Caterham wechselte Stevens Anfang Oktober als Ersatzfahrer zu Marussia. Ursprünglich sollte er am freien Training des Großen Preises von Japan teilnehmen. Allerdings scheiterte das Engagement an fehlenden Papieren. Zu diesem Zeitpunkt war geplant, dass Stevens bei einigen der restlichen Grands Prix am Training teilnimmt. Allerdings meldete Marussia schon nach dem nächsten Rennen Insolvenz an und nahm 2014 an keiner Veranstaltung mehr teil. Stevens kehrte stattdessen zum inzwischen ebenfalls insolventen Caterham F1 Team zurück und gab beim Großen Preis von Abu Dhabi 2014 sein Formel-1-Debüt. Der Rennstall wurde bei diesem Rennen von seinem Insolvenzverwalter geleitet. Stevens kam zum Zug, da der reguläre Fahrer Marcus Ericsson seinen Vertrag aufgelöst hatte und André Lotterer und Rubens Barrichello, denen das Team ein Angebot für das letzte Rennen unterbreitet hatte, kein Interesse an einer Teilnahme hatte. Stevens kam auf dem 17. Platz ins Ziel.
2015 erhielt er ein Formel-1-Cockpit bei Marussia. Der Rennstall war in der Zwischenzeit von neuen Investoren übernommen worden und trat unter dem Teamnamen Manor Marussia F1 Team an. Er wählte die 28 als Startnummer für seine weitere Formel-1-Karriere. Beim ersten Rennen, dem Großen Preis von Australien, nahm Marussia aufgrund technischer Probleme an keiner Session teil. Beim folgenden Rennen in Malaysia wurde Stevens wegen Benzindruck-Problemen vom Rennen zurückgezogen. Beim dritten Rennen, dem Großen Preis von China startete er erstmals für Marussia zum Rennen und kam auf dem 15. Platz ins Ziel. Er schloss die Saison auf dem 21. Gesamtrang ab.

## Statistik

### Karrierestationen
| - 2008: Britische Formel Renault, Winterserie (Platz 8) - 2008: Portugiesische Formel Renault, Winterserie (Platz 8) - 2009: Toyota Racing Series (Platz 9) - 2009: Britische Formel Renault (Platz 7) - 2009: Formel Renault 2.0 Eurocup (Platz 34) | - 2010: Britische Formel Renault (Platz 4) - 2010: Nordeuropäische Formel Renault (Platz 17) - 2011: Formel Renault 2.0 Eurocup (Platz 4) - 2011: Britische Formel Renault (Platz 14) - 2012: Formel Renault 3.5 (Platz 12) | - 2013: Formel Renault 3.5 (Platz 4) - 2013: Formel 1 (Testfahrer) - 2014: Formel Renault 3.5 (Platz 6) - 2014: Formel 1 (Platz 23) - 2015: Formel 1 (Platz 21) |

### Einzelergebnisse in der Formel Renault 3.5
| Jahr | Team                               | 1   | 2   | 3   | 4   | 5   | 6   | 7   | 8   | 9   | 10  | 11  | 12  | 13  | 14  | 15  | 16  | 17  | Punkte | Rang |
| ---- | ---------------------------------- | --- | --- | --- | --- | --- | --- | --- | --- | --- | --- | --- | --- | --- | --- | --- | --- | --- | ------ | ---- |
| 2012 | Carlin                             | ALC | ALC | MON | SPA | SPA | NÜR | NÜR | MOS | MOS | SIL | SIL | HUN | HUN | LEC | LEC | CAT | CAT | 59     | 12.  |
| 2012 | Carlin                             | 6   | 8   | 12  | 13  | 8   | 10  | 13  | 10  | 8   | DNF | 6   | 23  | 3   | 11  | 11  | 4   | 9   | 59     | 12.  |
| 2013 | P1 Motorsport P1 by Strakka Racing | MNZ | MNZ | ALC | ALC | MON | SPA | SPA | MOS | MOS | SPI | SPI | HUN | HUN | LEC | LEC | CAT | CAT | 148    | 4.   |
| 2013 | P1 Motorsport P1 by Strakka Racing | 18  | DNF | 2   | 4   | 7   | DNF | 2   | 4   | 3   | 4   | 6   | 8   | DNF | 5   | 13  | 2   | 3   | 148    | 4.   |
| 2014 | Strakka Racing                     | MNZ | MNZ | ALC | ALC | MON | SPA | SPA | MOS | MOS | NÜR | NÜR | HUN | HUN | LEC | LEC | JRZ | JRZ | 122    | 6.   |
| 2014 | Strakka Racing                     | 1   | DNF | 12  | 3   | 8   | 7   | 2   | 6   | 9   | 11  | 7   | 6   | 10  | 12  | 8   | 1   | 13  | 122    | 6.   |

### Statistik in der Formel-1-Weltmeisterschaft

#### Gesamtübersicht
| Saison | Team                   | Chassis       | Motor                | Rennen | Siege | Zweiter | Dritter | Poles | schn. Rennrunden | Punkte | WM-Pos. |
| ------ | ---------------------- | ------------- | -------------------- | ------ | ----- | ------- | ------- | ----- | ---------------- | ------ | ------- |
| 2014   | Caterham F1 Team       | Caterham CT05 | Renault 1.6 V6 Turbo | 1      | −     | −       | −       | −     | −                | 0      | 23.     |
| 2015   | Manor Marussia F1 Team | Marussia MR03 | Ferrari 1.6 V6 Turbo | 17     | −     | −       | −       | −     | −                | 0      | 21.     |
| Gesamt | Gesamt                 | Gesamt        | Gesamt               | 18     | −     | −       | −       | −     | −                | 0      |         |

#### Einzelergebnisse
| Saison | 1  | 2  | 3  | 4  | 5  | 6  | 7   | 8  | 9   | 10 | 11 | 12 | 13 | 14 | 15  | 16 | 17 | 18 | 19 |
| ------ | -- | -- | -- | -- | -- | -- | --- | -- | --- | -- | -- | -- | -- | -- | --- | -- | -- | -- | -- |
| 2014   |    |    |    |    |    |    |     |    |     |    |    |    |    |    |     |    |    |    |    |
|        |    |    |    |    |    |    |     |    |     |    |    |    |    |    |     |    |    | 17 |    |
| 2015   |    |    |    |    |    |    |     |    |     |    |    |    |    |    |     |    |    |    |    |
| DNP    | WD | 15 | 16 | 17 | 17 | 17 | DNF | 13 | 16* | 16 | 15 | 15 | 19 | 14 | DNF | 16 | 17 | 18 |    |

| Legende  | Legende            | Legende                                                          |
| Farbe    | Abkürzung          | Bedeutung                                                        |
| -------- | ------------------ | ---------------------------------------------------------------- |
| Gold     | –                  | Sieg                                                             |
| Silber   | –                  | 2. Platz                                                         |
| Bronze   | –                  | 3. Platz                                                         |
| Grün     | –                  | Platzierung in den Punkten                                       |
| Blau     | –                  | Klassifiziert außerhalb der Punkteränge                          |
| Violett  | DNF                | Rennen nicht beendet (did not finish)                            |
| Violett  | NC                 | nicht klassifiziert (not classified)                             |
| Rot      | DNQ                | nicht qualifiziert (did not qualify)                             |
| Rot      | DNPQ               | in Vorqualifikation gescheitert (did not pre-qualify)            |
| Schwarz  | DSQ                | disqualifiziert (disqualified)                                   |
| Weiß     | DNS                | nicht am Start (did not start)                                   |
| Weiß     | WD                 | zurückgezogen (withdrawn)                                        |
| Hellblau | PO                 | nur am Training teilgenommen (practiced only)                    |
| Hellblau | TD                 | Freitags-Testfahrer (test driver)                                |
| ohne     | DNP                | nicht am Training teilgenommen (did not practice)                |
| ohne     | INJ                | verletzt oder krank (injured)                                    |
| ohne     | EX                 | ausgeschlossen (excluded)                                        |
| ohne     | DNA                | nicht erschienen (did not arrive)                                |
| ohne     | C                  | Rennen abgesagt (cancelled)                                      |
| ohne     | keine WM-Teilnahme |                                                                  |
| sonstige | P/fett             | Pole-Position                                                    |
| sonstige | 1/2/3/4/5/6/7/8    | Punktplatzierung im Sprint-/Qualifikationsrennen                 |
| sonstige | SR/kursiv          | Schnellste Rennrunde                                             |
| sonstige | *                  | nicht im Ziel, aufgrund der zurückgelegten Distanz aber gewertet |
| sonstige | ()                 | Streichresultate                                                 |
| sonstige | unterstrichen      | Führender in der Gesamtwertung                                   |

### Le-Mans-Ergebnisse
| Jahr | Team                      | Fahrzeug               | Teamkollege            | Teamkollege      | Platzierung             | Ausfallgrund |
| ---- | ------------------------- | ---------------------- | ---------------------- | ---------------- | ----------------------- | ------------ |
| 2016 | G-Drive Racing            | Oreca 05               | Roman Rusinov          | René Rast        | Rang 6                  |              |
| 2017 | JMW Motorsport            | Ferrari 458 Italia GT2 | Robert Smith           | Dries Vanthoor   | Rang 26 und Klassensieg |              |
| 2018 | Panis-Barthez Competition | Ligier JS P217         | Timothé Buret          | Julien Canal     | Rang 13                 |              |
| 2019 | Panis-Barthez Competition | Ligier JS P217         | René Binder            | Julien Canal     | Rang 13                 |              |
| 2020 | Jackie Chan DC Racing     | Oreca 07               | Gabriel Aubry          | Ho-Pin Tung      | disqualifiziert         |              |
| 2021 | Panis Racing              | Oreca 07               | James Allen            | Julien Canal     | Rang 8                  |              |
| 2022 | Jota                      | Oreca 07               | António Félix da Costa | Roberto González | Rang 5 und Klassensieg  |              |
| 2023 | Hertz Team Jota           | Porsche 963            | António Félix da Costa | Ye Yifei         | Rang 40                 |              |
| 2024 | Hertz Team Jota           | Porsche 963            | Callum Ilott           | Norman Nato      | Rang 8                  |              |
| 2025 | Cadillac Hertz Team Jota  | Cadillac V-Series.R    | Alex Lynn              | Norman Nato      | Rang 4                  |              |

### Sebring-Ergebnisse
| Jahr | Team                         | Fahrzeug            | Teamkollege        | Teamkollege  | Platzierung | Ausfallgrund |
| ---- | ---------------------------- | ------------------- | ------------------ | ------------ | ----------- | ------------ |
| 2022 | Konica Minolta Acura         | Acura ARX-05        | Filipe Albuquerque | Ricky Taylor | Rang 4      |              |
| 2025 | Cadillac Wayne Taylor Racing | Cadillac V-Series.R | Filipe Albuquerque | Ricky Taylor | Rang 7      |              |

### Einzelergebnisse in der FIA-Langstrecken-Weltmeisterschaft
| Saison  | Team                                  | Rennwagen               | 1   | 2   | 3   | 4   | 5   | 6   | 7   | 8   | 9   |
| ------- | ------------------------------------- | ----------------------- | --- | --- | --- | --- | --- | --- | --- | --- | --- |
| 2016    | G-Drive Racing                        | Oreca 05                | SIL | SPA | LEM | NÜR | MEX | AUS | FUJ | SHA | BAH |
| 2016    | G-Drive Racing                        | Oreca 05                | DNF | 15  | 6   |     |     |     | 7   | 8   |     |
| 2017    | JMW Motorsport                        | Ferrari 458 Italia      | SIL | SPA | LEM | NÜR | MEX | AUS | FUJ | SHA | BAH |
| 2017    | JMW Motorsport                        | Ferrari 458 Italia      | 26  |     |     |     |     |     |     |     |     |
| 2018/19 | Panis-Barthez Competition Chan Racing | Ligier JS P217 Oreca 07 | SPA | LEM | SIL | FUJ | SHA | SEB | SPA | LEM |     |
| 2018/19 | Panis-Barthez Competition Chan Racing | Ligier JS P217 Oreca 07 |     | 13  |     |     |     | 4   | 13  | 13  |     |
| 2019/20 | Chan Racing                           | Oreca 07                | SIL | FUJ | SHA | BAH | AUS | SPA | LEM | BAH |     |
| 2019/20 | Chan Racing                           | Oreca 07                | 8   | 5   | 7   | 6   | 5   | 23  | DNF | 3   |     |
| 2021    | Panis Racing                          | Oreca 07                | SPA | POR | MON | LEM | BAH | BAH |     |     |     |
| 2021    | Panis Racing                          | Oreca 07                | 8   |     |     |     |     |     |     |     |     |
| 2022    | Jota                                  | Oreca 07                | SEB | SPA | LEM | MON | FUJ | BAH |     |     |     |
| 2022    | Jota                                  | Oreca 07                | 9   | 5   | 5   | 5   | 6   | 7   |     |     |     |
| 2023    | Jota                                  | Oreca 07 Porsche 963    | SEB | POR | SPA | LEM | MON | FUJ | BAH |     |     |
| 2023    | Jota                                  | Oreca 07 Porsche 963    | 7   |     | 6   | 40  | 9   | 6   | 4   |     |     |
| 2024    | Jota                                  | Porsche 963             | KAT | IMO | SPA | LEM | SAO | AUS | FUJ | BAH |     |
| 2024    | Jota                                  | Porsche 963             | 2   | 14  | 1   | 8   | 18  | DNF | 5   | 13  |     |
| 2025    | Cadillac Jota                         | Cadillac V-Series.R     | KAT | IMO | SPA | LEM | SAO | AUS | FUJ | BAH |     |
| 2025    | Cadillac Jota                         | Cadillac V-Series.R     | 8   | 10  | 5   | 4   | 1   |     |     |     |     |